# Episodi di Nancy Drew (terza stagione)
La terza stagione della serie televisiva Nancy Drew, composta da 13 episodi, è stata trasmessa in prima visione negli Stati Uniti d'America sul canale The CW dal 8 ottobre 2021 al 28 gennaio 2022.
In Italia la terza stagione è andata in onda dal 5 ottobre 2023 al 13 ottobre 2023 dalle ore 14:30, con un doppio appuntamento, su Rai 4.  
| nº | Titolo originale                     | Titolo italiano | Prima TV USA     | Prima TV Italia |
| -- | ------------------------------------ | --------------- | ---------------- | --------------- |
| 1  | The Warning of the Frozen Heart      |                 | 8 ottobre 2021   | 5 ottobre 2023  |
| 2  | The Journey of the Dangerous Mind    |                 | 15 ottobre 2021  | 5 ottobre 2023  |
| 3  | The Testimony of the Executed Man    |                 | 22 ottobre 2021  | 6 ottobre 2023  |
| 4  | The Demon of Piper Beach             |                 | 29 ottobre 2021  | 6 ottobre 2023  |
| 5  | The Vision of the Birchwood Prisoner |                 | 5 novembre 2021  | 9 ottobre 2023  |
| 6  | The Myth of the Ensnared Hunter      |                 | 12 novembre 2021 | 9 ottobre 2023  |
| 7  | The Gambit of the Tangled Souls      |                 | 19 novembre 2021 | 10 ottobre 2023 |
| 8  | The Burning of the Sorrows           |                 | 3 dicembre 2021  | 10 ottobre 2023 |
| 9  | The Voices in the Frost              |                 | 10 dicembre 2021 | 11 ottobre 2023 |
| 10 | The Confession of the Long Night     |                 | 7 gennaio 2022   | 11 ottobre 2023 |
| 11 | The Spellbound Juror                 |                 | 14 gennaio 2022  | 12 ottobre 2023 |
| 12 | The Witch Tree Symbol                |                 | 21 gennaio 2022  | 12 ottobre 2023 |
| 13 | The Ransom of the Forsaken Soul      |                 | 28 gennaio 2022  | 13 ottobre 2023 |